# Ross Edgar
Ross Samuel Edgar (Newmarket, 3 de enero de 1983) es un deportista británico que compitió en ciclismo en la modalidad de pista, especialista en las pruebas de velocidad por equipos y keirin.
Participó en dos Juegos Olímpicos de Verano, en los años 2004 y 2008, obteniendo una medalla de plata en Pekín 2008, en la prueba de keirin, y el quinto lugar en Atenas 2004 (velocidad individual).
Ganó cuatro medallas en el Campeonato Mundial de Ciclismo en Pista entre los años 2007 y 2010.

## Medallero internacional
| Juegos Olímpicos   | Juegos Olímpicos            | Juegos Olímpicos  | Juegos Olímpicos      |
| Año                | Lugar                       | Medalla           | Competición           |
| ------------------ | --------------------------- | ----------------- | --------------------- |
| 2008               | Pekín ( China)              | Medalla de plata  | Keirin                |
| Campeonato Mundial |                             |                   |                       |
| Año                | Lugar                       | Medalla           | Competición           |
| 2007               | Palma de Mallorca ( España) | Medalla de plata  | Velocidad por equipos |
| 2007               | Palma de Mallorca ( España) | Medalla de bronce | Keirin                |
| 2008               | Mánchester ( Reino Unido)   | Medalla de plata  | Velocidad por equipos |
| 2010               | Ballerup ( Dinamarca)       | Medalla de bronce | Velocidad por equipos |